# Plavški Rovt
Plavški Rovt – wieś w Słowenii, w gminie Jesenice. W 2018 roku liczyła 77 mieszkańców.